# Léonard Bordes
Antoine Léonard Jean Vincent Carlos Bordes (* 14. Mai 1898 in Paris; † 4. Februar 1969 in Rouen) war ein französischer Maler und Lithograf und Vertreter der École de Rouen. Er arbeitete stets im Freien und nie im Atelier.

## Leben
Léonard Bordes wurde am 14. Mai 1898 in Paris geboren, wuchs in einem musikalisch geprägten Umfeld auf. Seine Mutter war eine Pianistin, sein Vater ein Cellist, und auf Empfehlung seines Paten, des Komponisten Vincent d’Indy zog die Familie 1895 nach Rouen, wo Bordes früh in die Musik eingeführt wurde. Er verfolgte zunächst parallel eine Karriere als Maler und Orchestermusiker.
Im Herbst 1913 trat er in die École des Beaux-Arts in Rouen ein und erhielt 1913 und 1914 Preise in der Kategorie Modèles vivants. Während des Ersten Weltkriegs wurde er 1917 eingezogen und blieb bis 1920 im Militärdienst. 1919 nahm er erstmals am Salon des Artistes Rouennais teil. Nach seiner Entlassung konzentrierte er sich auf seine künstlerische Karriere und stellte regelmäßig aus, oft zusammen mit anderen Künstlern wie Pierre Le Trividic.
Im Laufe seiner Karriere zeigte Bordes seine Werke an verschiedenen Ausstellungsorten in Rouen und Paris. Er entwickelte sich zu einem anerkannten Maler, dessen Landschaften und Stillleben wegen ihrer einfühlsamen Sichtweise und kräftigen Farben geschätzt wurden.
Nach seiner Hochzeit 1928 und der Geburt seiner zweiten Tochter unternahm Bordes Reisen, die seine Kunst weiter beeinflussten.
Bordes war 42 Jahre alt, als der Zweite Weltkrieg mit seinen entsetzlichen Zerstörungen und seinem Elend ausbrach. Bordes, ein sensibler Künstler, der sich über die Verwüstungen empörte, die die durch die Zerstörungswut der Menschen verursachten Ereignisse anrichteten, wurde von dem unwiderstehlichen Wunsch gepackt, zu malen und all die Gewalt und das Elend auf seinen Leinwänden festzuhalten. Er verließ Rouen vor den Bombenangriffen auf sein Viertel und suchte Zuflucht bei seinen Schwiegereltern in Bois-Guillaume. Im Mai 1943 stellte er bei Gosselin aus und im Februar und März 1944 stellte er seine neuen Bilder bei Prigent aus.
Nach dem Krieg kehrte er nach Rouen zurück und wurde ein regelmäßiger Aussteller in der Galerie Legrip, wo er regelmäßig seine neuesten Werke präsentierte.
Bordes war bekannt für seine Darstellungen von schneebedeckten Stadtlandschaften und den ärmlichen Vierteln von Rouen. Trotz gesundheitlicher Probleme in seinen späteren Jahren setzte er seine Arbeit fort.
Bis zu seinem Tod 1969 schuf Bordes eine beeindruckende Menge an Werken, die auf etwa 10.000 bis 12.000 geschätzt werden. Sein Stil, beeinflusst von Impressionismus und Künstlern wie Albert Lebourg, zeigte eine feine Sensibilität.